# Hrvatski oslobodilački pokret
Hrvatski oslobodilački pokret (skr. HOP) ustaška je organizacija, odnosno manja ekstremno-desna stranka koju su izjavom od 8. lipnja 1956. utemeljili Hrvatski iseljenici u Argentini, u Buenos Airesu, većinom iz redova Ustaša koji su uspjeli pobjeći iz Jugoslavije krajem Drugog svjetskog rata. Među njima su Ante Pavelić, Džafer Kulenović, Vjekoslav Vrančić, Andrija Ilić, Ivica Frković, Josip Marković te pripadnici desnog krila HSS-a, kao što su Stjepan Hefer, Ivo Šarinić, Stipe Matijević i Ivan Kordić. U izjavi o utemeljenju stoji da je HOP nasljednik Ustaškog pokreta, Hrvatskih oružanih snaga i Hrvatske stranke prava.

## Povijest
HOP je imao svoja stranačka glasila, argentinski dvotjednik Hrvatsku (u kojem su objavili osnutak HOP-a; list je prije nosio ime Hrvatski domobran), australsku Spremnost, zapadnonjemačku Hrvatsku slobodu i kanadski dvotjednik Nezavisna Država Hrvatska, koji je poslije, kao mjesečnik pa povremenik, prenesen u Hrvatsku.
Svrha HOP-a je bila „polučenje potpune slobode hrvatskog naroda i ponovna uspostava NDH na cijelom njegovom povijesnom i etničkom području između Mure, Drave, Dunava, Drine i Jadranskog mora”.
HOP je, uz Hrvatsku seljačku stranku u emigraciji, bio jedna od najvećih hrvatskih emigrantskih organizacija.
Početkom raspada SFRJ, ondašnji je predsjednik HOP-a Srećko Pšeničnik prenio sjedište ove stranke-pokreta u Zagreb. Domovinski ogranak HOP-a osnovan je u Zagrebu 9. listopada 1991. Prvi predsjednik domovinskog HOP-a nakon kraćeg interregnuma bio je Slavko Grubišić.
Stranka na izborima u Hrvatskoj 1992. nije polučila ozbiljan rezultat te od tada nije sudjelujovala na izborima. Godine 1995. dio stranačke mladeži HSP-a prelazi u domovinski HOP. Danas je domovinski HOP podjeljen u dvije frakcije, i posve minoran na hrvatskoj političkoj sceni, dočim jača organizacija još uvijek postoji u emigraciji (Kanada i Australija). Na izborima 2007. domovinski ogranak HOP-a pristupio je koaliciji Jedino Hrvatska, a 2011. HSP-u. Utemeljen je i ogranak pokreta u Bosni i Hercegovini. 
Hrvatski oslobodilački pokret je član Svjetske lige za slobodu i demokraciju (World League for Freedom and Democracy).

## Predsjednici
- Ante Pavelić (8. lipnja 1956. – 28. prosinca 1959.)
- Stjepan Hefer (28. prosinca 1959. – 31. srpnja 1973.)
- Vjekoslav Vrančić
- Jakov Barbarić
- Antun Bonifačić
- Ivan Asančaić
- Srećko Pšeničnik
- Nedjeljko Kujundžić
- Slavko Grubišić
- Stjepan Blažanović
- Mirko Brekalo
- Ljubomir Vlašić
- Andrej Šebalj